# Liubangosaurus hei
Liubangosaurus hei es la única especie conocida del género extinto Liubangosaurus de dinosaurio somfospondilo, que vivió a principios del período Cretácico, hace aproximadamewnte entre 125 a 113 millones de años, durante el Aptiense, en lo que hoy es Asia. Los fósiles de Liubangosaurus han sido recuperados de la Formación Napai en la provincia de Guangxi en el sur de China. Se ha identificado a partir de cinco vértebras dorsales medio-caudales articuladas, que fue nombrado por Mo Jinyou, Xing Xu y Eric Buffetaut en 2010. La especie tipo es Liubangosaurus hei. Originalmente solo se lo pudo clasificar hasta Eusauropoda, pero en 2013  Mannion et al., lo colocaron en la más avanzada Somphospondyli.